# Belleville-sur-Loire
Belleville-sur-Loire é uma comuna francesa na região administrativa do Centro, no departamento Cher. Estende-se por uma área de 10,97 km². Em 2010 a comuna tinha 1 061 habitantes (densidade: 96,7 hab./km²).